# Ergin
Ergin, auch D-Lysergsäureamid (LSA), ist ein Stoff aus der Gruppe der Mutterkornalkaloide und Stammverbindung der Lysergsäureamide. LSA kann als Grundstoff für die Synthese von LSD dienen. Ergin zeigt beim Menschen eine dem LSD ähnliche psychedelische Wirkung.

## Natürliches Vorkommen
Ergin kommt im Gegensatz zum LSD auch in der Natur vor, wie in einigen der rund 2.000 Windengewächse, unter anderem kommt er in den Samen von Rivea corymbosa und den Prunkwinden (Ipomoea) vor, wobei die Konzentration variiert. Die Art Ipomoea tricolor (bzw. Ipomoea violacea) verfügt etwa über eine nennenswerte Konzentration. In der stärksten natürlich vorkommenden Konzentration liegt LSA aber in den Samen der Hawaiianischen Holzrose (Argyreia nervosa) vor, wo ein Gehalt von 3 mg an Ergolinen pro g Samen, teils sogar 0,5–0,9 % Anteil angegeben wird. Wie bei den meisten Naturdrogen ist zudem der Gehalt der Stoffe je nach Anbauregion und Sorte schwankend.

## Geschichte
Die Nutzung erginhaltiger Windengewächse hat im süd- und zentralamerikanischen Raum eine lange rituelle Tradition. Erstmals im Labor hergestellt wurde LSA bei Albert Hofmanns Studien mit den Mutterkornalkaloiden 1938. Hofmann nahm auch Selbstversuche mit LSA vor. Dabei war Hofmann noch nicht bewusst, dass erginhaltige Pflanzen eine jahrhundertelange traditionelle Nutzung besaßen. Im Zuge von Hofmanns später folgenden Studien zu süd- und zentralamerikanischen Naturdrogen – wurde er auch auf den rituellen Trank Ololiuqui aufmerksam. In traditionellen rituellen Zusammenhängen dient das Ololiuqui als religiöses und magisches Mittel von Heilpriestern zur Kontaktaufnahme mit den Göttern, zur Beratschlagung oder Diagnostik von Krankheiten. Nachdem er herausfand, dass Ololiuqui aus den Samen von Trichterwindengewächsen bestand, machte er sich an eine Analyse der enthaltenen Stoffe. Schließlich gelang es ihm, LSA aus den Samen der Pflanze zu gewinnen und seine zuvor durchgeführte Synthese im Labor nun in der Natur wiederzuentdecken. Hofmanns Entdeckung wurde zunächst in Zweifel gezogen und auf unsauberes Arbeiten in seinem Labor zurückgeführt. Erst als der Nachweis auch in anderen Laboratorien gelang, wurden letzte Zweifel ausgeräumt.
Alexander Shulgin kommt allerdings zu dem Schluss, dass Versuche mit dem Reinstoff, wie sie Hofmann durchführte, zeigten, dass nicht das LSA der Hauptwirkstoff der jahrhundertelang genutzten natürlichen Substanzen sein kann.

## Wirkung

### Wirkung erginhaltiger Pflanzen
Ergin wirkt psychedelisch und pseudohalluzinogen. Meist wird unter der Wirkung und Nebenwirkung des Ergins die Wirkung der unterschiedlichen LSA-haltigen natürlichen Pflanzen verstanden. Es ist umstritten, ob das LSA für die Hauptwirkung der Pflanzen verantwortlich ist. Albert Hofmann, der LSA in Reinform sowie in Pflanzenform konsumierte, beschrieb die Wirkung:
„Nach der Entdeckung der psychischen Wirkungen von LSD hatte ich auch Lysergsäure-amid im Selbstversuch geprüft und festgestellt, daß es – allerdings erst in einer etwa zehn- bis zwanzigmal höheren Dosierung als LSD – ebenfalls einen traumartigen Zustand erzeugte. Dieser war gekennzeichnet durch ein Gefühl geistiger Leere und der Unwirklichkeit und Sinnlosigkeit der äußeren Welt, durch gesteigerte Empfindlichkeit des Gehörs und eine nicht unangenehme körperliche Müdigkeit, die schließlich in Schlaf mündete. … Ferner sind die psychischen Wirkungen von Ololiuqui doch verschieden von denen von LSD, da die euphorische und die halluzinogene Komponente weniger ausgeprägt sind und meistens Gefühle geistiger Leere, oft der Angst und Depression vorherrschen. Auch der schlapp- und müdemachende Effekt ist bei einem Rauschmittel unerwünscht.“
Erginhaltige Pflanzen sind demnach auch wie isoliertes LSA weit weniger potent als LSD. Nichtsdestoweniger kann es bei entsprechender Überdosierung auch zur völligen Abschottung von der Realität kommen. Der Rausch verläuft visuell weit weniger stark als mit LSD und generell mehr auf einer geistig-gedanklichen Ebene. Im Vergleich zu LSD soll LSA aber ausgeprägtere auditive Halluzinationen hervorrufen. Visuelle Erscheinungen bei geschlossenen Augen (CEV, engl. Closed Eye Visuals) sind dagegen oftmals gegeben. Das Zeitempfinden wird beeinträchtigt, so dass der berauschten Person alles langsamer erscheint. Charakteristisch für LSA-Trips ist zudem, dass Gedanken plötzlich und vielfältig auftreten. Die Gedanken werden oft als sehr klar und geordnet empfunden, jedoch kann auch ein verwirrter Zustand vorherrschen. Der Verlauf des Rausches hängt stark von Set und Setting ab.
Die Wirkung setzt etwa 30 Minuten bis zwei Stunden nach Konsum ein und hält üblicherweise 4–8 Stunden an. Bei mangelnder Zerkleinerung der Samen kann eine Wirkung auch erst Stunden später (Gefahr der Überdosierung) oder gar nicht eintreten.

### Nebenwirkungen
Während ein Teil der Nebenwirkungen anderen Stoffen in den Samen zugeschrieben wird, ist nicht klar, inwiefern Ergin selbst ungewollte Effekte in höheren Dosen hervorrufen kann. Außer „einer nicht unangenehmen körperlichen Müdigkeit“ und einer gesteigerten Hörempfindlichkeit beschreibt Hofmann keine körperlichen Wirkungen des Ergins in Reinform. Weitere körperliche Wirkungen seien jedoch sehr wohl bei den mit Pflanzen hergestellten Mitteln aufgetreten. Schwangere dürfen aufgrund möglicher Gebärmutterkontraktionen kein Ergin zu sich nehmen. Ebenso ist Ergin für Personen mit Leberfunktionsstörung gefährlich.
Die häufigste Nebenwirkung bei Konsum erginhaltiger pflanzlicher Stoffe ist Übelkeit, die wenige Minuten bis mehrere Stunden nach Einnahme auftreten kann. Je nach Konsummaterial, Konsumform (von Zerkauen und Essen der ganzen Samen bis zum Kaltwasserauszug mit Abseihen des Suds), Konsummenge und individueller Veranlagung kommt es unterschiedlich häufig und stark zu Übelkeit oder seltener Erbrechen.
Schon bei geringen Dosierungen kann es zu Kreislaufproblemen und damit verbundenen Blackouts kommen. Dies kann das Risiko von Stürzen erhöhen. Oftmals wird bei höheren Dosen auch von einem Stechen in den Beinen berichtet. Der Körper fühlt sich im Rausch teilweise träge an, gerade zu Beginn kann ein Mattigkeitsgefühl vorherrschen. Das Schmerzempfinden kann stark reduziert sein. Des Weiteren kann es zu Verstopfung kommen.
Es gibt Berichte, dass diesen Nebenwirkungen vorgebeugt werden könne, indem das LSA aus den Pflanzenteilen extrahiert wird und ihm vor dem Konsum Pfefferminzöl beigemischt wird. So soll keine Übelkeit oder Bodyload entstehen.
Durch zu unruhige Umgebung bzw. entsprechendes Setting können sich, wie unter Einfluss anderer psychotroper Substanzen auch, besonders bei hohen Dosen Paranoia oder Horrortrips entwickeln. Wie bei allen halluzinogenen Substanzen besteht zudem die Gefahr der Aktivierung latenter Psychosen oder die Möglichkeit der Entstehung einer Drogenpsychose, auch als „Hängenbleiben“ bekannt.